# Zoológico de Pueblo
El Zoológico de Pueblo (en inglés:Pueblo Zoo) es un zoológico de 30 acres (12,1 ha) ubicado en la localidad llamada Pueblo, en el estado de Colorado en el oeste de los Estados Unidos. El zoológico está abierto todo el año y es el hogar de más de 420 animales de más de 140 especies. 
La Sociedad Zoológica de Pueblo gestiona el parque, que está acreditado por la Asociación de Zoológicos y Acuarios (AZA).
Las exposiciones más importantes incluyen el safari de Serengeti, los pastizales de América del Norte, los humedales de Colorado, el Outback australiano, el mundo de Color (anteriormente el Herpetario), Aventura asiática, el Ecocentro, Islas de la Vida y el Rancho Pionero. Esta exhibición actualmente incluye perros salvajes africanos.